# Вазомоторний риніт
Вазомоторний риніт — вид риніту, який спричинюють порушення тонусу кровоносних судин, що проявляється в нападах рясних виділень слизового секрету з носа і його закладеності через запалення слизової оболонки. Обумовлений порушенням нервово-рефлекторних механізмів реакції на рефлекторні подразнення (холодне повітря, різкий запах), що веде до бурхливої реакції.
При вазомоторному риніті характерне потовщення слизової оболонки, метаплазія епітелію в багатошаровий плаский, велика кількість келихоподібних клітин з накопиченням в них слизу, набряк строми. У цьому випадку спостерігається зниження реакції на судинозвужувальні препарати і показана хірургічна корекція товщини слизової.
Вазомоторний риніт може перебігати у вигляді нападів без видимих причин, у вигляді реакції на подразники і алергени, може перебігати хронічно. Частіше вранці з'являються закладеність носа, часте чхання, рясні водянисто-слизові виділення з носа, іноді — сльозотеча. Під час нападу слизова оболонка бліда або синюшна, особливо в області нижніх носових раковин. Як правило, виділення безбарвні і не мають запаху; зеленуватий, жовтуватий колір, наявність запаху вимагає диференціювання інфекційних захворювань носоглотки (бактеріальні ускладнення, наприклад гайморит, можуть спонтанно виникати в результаті зниження місцевого імунітету).
Вазомоторний риніт може позначатися на стані легенів, утруднений вдих носом призводить до зниження тиску в порожнині легенів і, як результат, набряклості тканин, за рахунок набухання капілярів. Хронічний вазомоторний риніт іноді призводить до астми. Це обумовлено сенсибілізацією набряклих тканин бронхів до фізичних (холодне або сухе, повітря, пари (запахи) розчинників та інших пахучих речовин, прянощів), алергічних (пилок, пил) впливів. Крім того, порушується вегетативна функція дихання (порушуються рефлекторні реакції рецепторів у носі і носоглотці на вдих повітря), внаслідок чого часто може виникати болісна задишка через неможливість досягти рефлекторного відчуття, що пацієнт «добре віддихався» навіть при диханні через рот. Часто вазомоторний риніт сприяє скупченню надмірної кількості вологи в легенях (видих вологий), нормальний рівень вологості тканин порушується, що може позначатися в утрудненому диханні при вологій, дощовій погоді.